# Бординженер
Бординженерът е член на екипажа на летателен апарат, контролиращ работата на силовите установки и показанията на самолетните системи по време на полета.

## Служебни задължения

### Вгражданската авиация
Управлява двигателите, шасито и силовите системи по заповед на командира на полета. Отстранява възникнали по време на полета достъпните за отстраняване неизправности в авиационната техника в съответствие с инструкциите по експлоатация на летателния апарат. Контролира отстраняването на неизправности и правилността на оформление на документацията, наличието на борда на аварийно-спасителни средства, гориво, масло, течности и газове. Информира командира за възникнали неизправности по техниката.

## Квалификационни изисквания
Висше инженерно образование. Специалност – летателни апарати, въздушна авиация.